# 植物天然記念物一覧
植物天然記念物一覧（しょくぶつてんねんきねんぶついちらん）は、日本の文部科学大臣が指定した天然記念物（特別天然記念物を含む。以下同）のリスト。天然記念物指定基準「植物」に基づき指定された植物の個体・自生地・群落、原始林、並木などを掲載する。なお、本項では文化財保護法に基づき国（日本国文部科学大臣）が指定した天然記念物を対象とし、地方自治体指定の天然記念物は対象外とする。

## 特別天然記念物
- マリモ
  - 阿寒湖のマリモ（北海道釧路市）
- ソテツ
  - 都井岬ソテツ自生地（宮崎県串間市）
  - 鹿児島県のソテツ自生地（鹿児島県指宿市・南さつま市・南大隅町・肝属郡肝付町）
- スギ
  - 羽黒山のスギ並木（山形県鶴岡市）
  - 日光杉並木街道 附 並木寄進碑（栃木県日光市・今市市・鹿沼市）
  - 石徹白のスギ（岐阜県郡上市）
  - 杉の大スギ（高知県長岡郡大豊町）
  - 屋久島スギ原始林（鹿児島県熊毛郡屋久島町）
- イチイ
  - 大山のダイセンキャラボク純林（鳥取県西伯郡大山町） - ダイセンキャラボクはイチイの変種
- イブキ
  - 宝生院のシンパク（香川県小豆郡土庄町）
- クスノキ
  - 加茂の大クス（徳島県東みよし町）
  - 立花山クスノキ原始林（福岡県糟屋郡新宮町・久山町）
  - 蒲生のクス（鹿児島県姶良郡蒲生町）
- サクラソウ
  - 田島ケ原サクラソウ自生地（埼玉県さいたま市）
- サクラ
  - 大島のサクラ株（東京都大島町）
  - 狩宿の下馬ザクラ（静岡県富士宮市）
- ケヤキ
  - 東根の大ケヤキ（山形県東根市） - 樹齢1500年
- フジ
  - 牛島のフジ（埼玉県春日部市）
- アイラトビカズラ
  - 相良のアイラトビカズラ（熊本県山鹿市）
- メヒルギ
  - 喜入のリュウキュウコウガイ産地（鹿児島県鹿児島市）
- ヤッコソウ
  - 内海のヤッコソウ発生地（宮崎県宮崎市）
- ツゲ
  - 古処山ツゲ原始林（福岡県朝倉市）
- コウシンソウ
  - コウシンソウ自生地（栃木県日光市）
- 植物群落
  - アポイ岳高山植物群落（北海道様似郡様似町）
  - 野幌原始林（北海道北広島市）
  - 早池峰山及び薬師岳の高山帯・森林植物群落（岩手県花巻市・遠野市・宮古市）
  - 春日山原始林（奈良県奈良市）
  - 青島亜熱帯性植物群落（宮崎県宮崎市）
  - 枇榔島亜熱帯性植物群落（鹿児島県志布志市）
  - 白馬連山高山植物帯（長野県北安曇郡白馬村・新潟県糸魚川市・富山県下新川郡朝日町・黒部市）

## 天然記念物

### 藻類
- テングノムギメシ
  - テングノムギメシ産地（長野県小諸市）
- スイゼンジノリ
  - スイゼンジノリ発生地（熊本県熊本市）
- ヒカリモ
  - 竹岡のヒカリモ発生地（千葉県富津市）
- シラタマモ
  - 出羽島大池のシラタマモ自生地（徳島県海部郡牟岐町）
- クロキズタ（クロキヅタ）
  - クロキヅタ産地（島根県隠岐郡西ノ島町・海士町）
- オキチモズク
  - オキチモズク発生地（愛媛県東温市）
  - 土黒川のオキチモズク発生地（長崎県雲仙市）
  - 志津川のオキチモズク発生地（熊本県阿蘇郡南小国町）
- チスジノリ
  - 菊池川のチスジノリ発生地（熊本県山鹿市）
  - 川内川のチスジノリ発生地（鹿児島県伊佐市）
- シマチスジノリ
  - 識名園のシマチスジノリ発生地（沖縄県那覇市）

### コケ植物
- ミズスギゴケ
  - 猪苗代湖ミズスギゴケ群落（福島県耶麻郡猪苗代町）
- ヒカリゴケ
  - 吉見百穴ヒカリゴケ発生地（埼玉県比企郡吉見町） - 関東平野での自生
  - 江戸城跡のヒカリゴケ生育地（東京都千代田区）
  - 岩村田ヒカリゴケ産地（長野県佐久市）
- チャツボミゴケ
  - 六合チャツボミゴケ生物群集の鉄鉱生成地（群馬県吾妻郡中之条町）

### シダ植物
- カネコシダ
  - 黒髪山カネコシダ自生地（佐賀県武雄市）
- ヘゴ
  - ヘゴ自生北限地帯（東京都八丈支庁八丈町・長崎県五島市・宮崎県日南市・鹿児島県南さつま市・薩摩川内市・肝属郡南大隅町・肝付町）
- クサマルハチ
  - 八束のクサマルハチ自生地（高知県四万十市）
- ユノミネシダ
  - ユノミネシダ自生地（和歌山県田辺市）
- ナチシダ
  - ナチシダ自生北限地（静岡県賀茂郡河津町）

### 種子植物

#### 裸子植物
- ソテツ
  - 常神のソテツ（福井県三方上中郡若狭町）
  - 新町の大ソテツ（静岡県賀茂郡河津町）
  - 能満寺のソテツ（静岡県榛原郡吉田町）
  - 龍華寺のソテツ（静岡県静岡市）
  - 妙国寺のソテツ（大阪府堺市） - 樹齢1000年
  - 日御碕の大ソテツ（島根県出雲市）
  - 誓願寺のソテツ（香川県小豆郡小豆島町）
  - 広沢寺のソテツ（佐賀県唐津市）
  - 大野下の大ソテツ（熊本県玉名市）
  - 松屋寺のソテツ（大分県速見郡日出町）
- イチョウ
  - 法量のイチョウ（青森県十和田市） - 樹齢1000年
  - 北金ヶ沢のイチョウ（青森県西津軽郡深浦町）
  - 実相寺のイチョウ（岩手県二戸郡一戸町）
  - 長泉寺の大イチョウ（岩手県久慈市）
  - 雨乞のイチョウ（宮城県柴田郡柴田町）
  - 苦竹のイチョウ（宮城県仙台市）
  - 千本イチョウ（千葉県市川市）
  - 善福寺のイチョウ（東京都港区）
  - 上日寺のイチョウ（富山県氷見市）
  - 飛騨国分寺の大イチョウ（岐阜県高山市）
  - 菩提寺のイチョウ（岡山県勝田郡奈義町）
  - 龍蔵寺のイチョウ（山口県山口市）
  - 乳保神社のイチョウ（徳島県板野郡上板町）
  - 平石の乳イチョウ（高知県土佐郡土佐町）
  - 有田のイチョウ（佐賀県西松浦郡有田町）
  - 下の城のイチョウ（熊本県阿蘇郡小国町）
  - 下田のイチョウ（熊本県熊本市）
  - 下野八幡宮のイチョウ（宮崎県西臼杵郡高千穂町）
  - 田原のイチョウ（宮崎県西臼杵郡高千穂町）
  - 去川のイチョウ（宮崎県宮崎市）
- オハツキイチョウ
  - 早田のオハツキイチョウ（山形県鶴岡市）
  - 白旗山八幡宮のオハツキイチョウ（茨城県水戸市）
  - 杉森神社のオハツキイチョウ（福井県大飯郡高浜町）
  - 上沢寺のオハツキイチョウ（山梨県南巨摩郡身延町）
  - 八木沢のオハツキイチョウ（山梨県南巨摩郡身延町）
  - 本国寺のオハツキイチョウ（山梨県南巨摩郡身延町）
  - 了徳寺のオハツキイチョウ（滋賀県米原市）
- マツ
  - 華蔵寺の宝珠マツ（岩手県陸前高田市）
  - 善養寺影向のマツ（東京都江戸川区）
  - 御油のマツ並木（愛知県豊川市）
  - 遊龍松（京都府京都市）
- リュウキュウマツ
  - 久米の五枝のマツ（沖縄県島尻郡久米島町）
  - 伊平屋島の念頭平松（沖縄県島尻郡伊平屋村）
- ゴヨウマツ
  - 幌満ゴヨウマツ自生地（北海道様似郡様似町）
  - 鶉川ゴヨウマツ自生北限地帯（北海道檜山郡厚沢部町）
- ウツクシマツ（タギョウショウ）
  - 平松のウツクシマツ自生地（滋賀県湖南市）
- ナギ
  - 牛久保のナギ（愛知県豊川市）
  - 春日神社境内ナギ樹林（奈良県奈良市）
  - 熊野速玉神社のナギ（和歌山県新宮市）
  - 小郡町ナギ自生北限地帯（山口県山口市）
- コウヤマキ
  - 祗劫寺のコウヤマキ（宮城県大崎市）
  - 甘泉寺のコウヤマキ（愛知県新城市）
- ヒノキアスナロ
  - ヒノキアスナロおよびアオトドマツ自生地（北海道檜山郡江差町）
- ヒノキ
  - 大久保の大ヒノキ（宮崎県東臼杵郡椎葉村）
- サワラ
  - 沢尻の大ヒノキ（サワラ）（福島県いわき市）
- イブキ（ビャクシン）
  - いぶき山イブキ樹叢（茨城県日立市）
  - 城願寺のビャクシン（神奈川県足柄下郡湯河原町）
  - 古長禅寺のビャクシン（山梨県南アルプス市） - 樹齢600年
  - 大瀬崎のビャクシン樹林（静岡県沼津市）
  - 恩徳寺の結びイブキ（山口県下関市）
  - 法泉寺のシンパク（山口県山口市）
  - 下柏の大柏（イブキ）（愛媛県四国中央市）
  - 八幡神社のイブキ（愛媛県宇和島市）
  - 北吉井のビャクシン（愛媛県東温市）
- モミ
  - 垂洞のシダレモミ（岐阜県中津川市）
  - 追手神社のモミ（兵庫県丹波篠山市） - 日本最大のモミ、樹齢400年
- アオトドマツ
  - ヒノキアスナロおよびアオトドマツ自生地（北海道檜山郡江差町）
- トガサワラ
  - 三ノ公川トガサワラ原始林（奈良県吉野郡川上村）
- アカエゾマツ
  - 早池峰山のアカエゾマツ自生南限地（岩手県宮古市）
- ハリモミ
  - 山中のハリモミ純林（山梨県南都留郡山中湖村）
- スギ
  - 桃洞・佐渡のスギ原生林（秋田県北秋田市）
  - 羽黒山の爺スギ（山形県鶴岡市）
  - 熊野神社の大スギ（山形県鶴岡市）
  - 山五十川の玉スギ（山形県鶴岡市）
  - 諏訪神社の翁スギ媼スギ（福島県田村郡小野町）
  - 杉沢の大スギ（福島県二本松市）
  - 木幡の大スギ（福島県二本松市）
  - 安良川の爺スギ（茨城県高萩市）
  - 逆スギ（栃木県那須塩原市）
  - 安中原市のスギ並木（群馬県安中市）
  - 榛名神社の矢立スギ（群馬県高崎市） - 樹齢1000年
  - 清澄の大スギ（千葉県鴨川市）
  - 箒スギ（神奈川県足柄上郡山北町） - 樹齢2000年
  - 将軍スギ（新潟県東蒲原郡阿賀町）
  - 虫川の大スギ（新潟県上越市）
  - 天神社の大スギ（新潟県妙高市）
  - 杉沢の沢スギ（富山県下新川郡入善町）
  - 栢野の大スギ（石川県加賀市山中温泉栢野）
  - 八幡神社の大スギ（石川県加賀市山中温泉菅谷）
  - 御仏供スギ（おぼけすぎ）（石川県白山市）
  - 精進の大スギ（山梨県南都留郡富士河口湖町）
  - 月瀬の大スギ（長野県下伊那郡根羽村）
  - 加子母のスギ（岐阜県中津川市）
  - 久津八幡神社の夫婦スギ（岐阜県下呂市）
  - 禅昌寺の大スギ（岐阜県下呂市）
  - 神ノ御杖スギ（岐阜県郡上市）
  - 神渕神社の大スギ（岐阜県加茂郡七宗町）
  - 千光寺の五本スギ（岐阜県高山市）
  - 大山の大スギ（岐阜県加茂郡白川町）
  - 智満寺の十本スギ（静岡県島田市）
  - 杉本の貞観スギ（愛知県豊田市）
  - 八ツ房スギ（奈良県宇陀市）
  - 玉若酢命神社の八百スギ（島根県隠岐郡隠岐の島町）
  - 大玉スギ（山口県周南市）
  - 平川の大スギ（山口県山口市）
  - 天神の大スギ（高知県香南市）
  - 英彦山の鬼スギ（福岡県田川郡添田町）
  - 女夫木の大スギ（長崎県諫早市）
  - 阿弥陀スギ（熊本県阿蘇郡小国町）
  - 金比羅スギ（熊本県阿蘇郡南小国町）
  - 大杵社の大スギ（大分県由布市）
  - 狭野のスギ並木（宮崎県西諸県郡高原町）
  - 八村スギ（宮崎県東臼杵郡椎葉村）
- イチイ
  - 治郎兵衛のイチイ（岐阜県高山市）
  - 船通山のイチイ（鳥取県日野郡日南町）
- カヤ
  - 東昌寺のマルミガヤ（宮城県仙台市）
  - 横室の大カヤ（群馬県前橋市） - 樹齢1000年
  - 与野の大カヤ（埼玉県さいたま市） - 樹齢1000年
  - 田上村ツナギガヤ自生地（新潟県南蒲原郡田上町）
  - 了玄庵のツナギガヤ（新潟県南蒲原郡田上町）
  - 北浜の大カヤノキ（静岡県浜松市）
  - 名古屋城のカヤ（愛知県名古屋市）
  - 果号寺のシブナシガヤ（三重県伊賀市）
  - 高倉神社のシブナシガヤ（三重県伊賀市）
- コツブガヤ
  - 小原のコツブガヤ（宮城県白石市）
  - 庫蔵寺のコツブガヤ（三重県鳥羽市）
- ハダカガヤ
  - 日置のハダカガヤ（兵庫県丹波篠山市） - 樹齢600年
- ヒダリマキガヤ
  - 小原のヒダリマキガヤ（宮城県白石市）
  - 熊野のヒダリマキガヤ（滋賀県蒲生郡日野町）
  - 建屋のヒダリマキガヤ（兵庫県養父市） - 樹齢800年、日本最大のヒダリマキガヤ

#### 被子植物・双子葉類
- カワゴケソウ科
  - 志布志のカワゴケソウ科植物生育地（鹿児島県志布志市）
  - ヤクシマカワゴロモ生育地（鹿児島県熊毛郡屋久島町）
  - オオヨドカワゴロモ自生地（宮崎県小林市）
- オオヤマレンゲ
  - オオヤマレンゲ自生地（奈良県五條市・吉野郡天川村）
- シデコブシ
  - 椛のシデコブシ自生地（愛知県田原市）
  - 田光のシデコブシ及び湿地植物群落（三重県三重郡菰野町）
- オガタマノキ
  - 小長井のオガタマノキ（長崎県諫早市）
  - 永利のオガタマノキ（鹿児島県薩摩川内市）
- クスノキ
  - 神崎の大クス（千葉県香取郡神崎町）
  - 阿豆佐和気神社の大クス（静岡県熱海市）
  - 葛見神社の大クス（静岡県伊東市） - 樹齢1000年
  - 杉桙別命神社の大クス（静岡県賀茂郡河津町）
  - 清田の大クス（愛知県蒲郡市）
  - 薫蓋クス（大阪府門真市）
  - 川棚のクスの森（山口県下関市）
  - 新居浜一宮神社のクスノキ群（愛媛県新居浜市）
  - 大山祇神社のクスノキ群（愛媛県今治市）
  - 大谷のクス（高知県須崎市）
  - 新舟小屋のクスノキ林（福岡県みやま市）
  - 太宰府神社のクス（福岡県太宰府市）
  - 湯蓋の森（クス）衣掛の森（クス）（福岡県糟屋郡宇美町）
  - 本庄のクス（福岡県築上郡築上町）
  - 川古のクス（佐賀県武雄市）
  - 藤崎台のクスノキ群（熊本県熊本市）
  - 柞原八幡宮のクス（大分県大分市）
  - 瓜生野八幡のクスノキ群（宮崎県宮崎市）
  - 高鍋のクス（宮崎県児湯郡高鍋町）
  - 妻のクス（宮崎県西都市）
  - 上穂北のクス（宮崎県西都市）
  - 清武の大クス（宮崎県宮崎市）
  - 東郷のクス（宮崎県日南市）
  - 志布志の大クス（鹿児島県志布志市） - 樹齢1000年
  - 塚崎のクス（鹿児島県肝属郡肝付町）
- タブノキ
  - 府馬の大クス（千葉県香取市） - 指定名はクスであるが実際の樹種はタブノキ
- ハスノハギリ
  - 平久保安良のハスノハギリ群落（沖縄県石垣市）
- オニバス
  - 十二町潟オニバス発生地（富山県氷見市）
- カザグルマ
  - カザグルマ自生地（奈良県宇陀市）
- ナンテン
  - 川上のユズおよびナンテン自生地（山口県萩市）
- カツラ
  - シダレカツラ（岩手県盛岡市）
  - 赤津のカツラ（福島県郡山市）
  - 糸井の大カツラ（兵庫県朝来市）
  - 海潮のカツラ（島根県雲南市）
  - 竹崎のカツラ（島根県仁多郡奥出雲町）
  - 鎮西村のカツラ（福岡県飯塚市）
  - 下合瀬の大カツラ（佐賀県佐賀市）
- イスノキ
  - 八幡神社のイスノキ（静岡県下田市）
- エノキ
  - 東内のシダレエノキ（長野県上田市）
  - 赤羽根大師のエノキ（徳島県美馬郡つるぎ町）
- ムクノキ
  - 椋本の大ムク（三重県津市）
  - 二見の大ムク（奈良県五條市）
- アコウ
  - 三崎のアコウ（愛媛県西宇和郡伊方町）
  - 松尾のアコウ自生地（高知県土佐清水市）
  - 高串アコウ自生北限地帯（佐賀県唐津市）
  - 奈良尾のアコウ（長崎県南松浦郡新上五島町）
  - 内海のアコウ（宮崎県宮崎市）
- ガジュマル
  - 名護のひんぷんガジュマル（沖縄県名護市）
- ヤマグワ
  - 薄根の大クワ（群馬県沼田市） - 樹齢1500年
  - 羽吉の大クワ（新潟県佐渡市）
- ヤマモモ
  - 蓮着寺のヤマモモ（静岡県伊東市）
- アカシデ
  - 幸神神社のシダレアカシデ（東京都西多摩郡日の出町）
- テングシデ
  - 大朝のテングシデ群落（広島県山県郡北広島町）
- ブナ
  - 歌才ブナ自生北限地帯（北海道寿都郡黒松内町）
  - 和泉葛城山ブナ林（大阪府貝塚市）
  - 比婆山のブナ純林（広島県庄原市）
- イヌブナ
  - 平糠のイヌブナ自然林（岩手県二戸郡一戸町）
  - 尚仁沢上流部イヌブナ自然林（栃木県塩谷郡塩谷町）
- ウバメガシ
  - 伊平屋島のウバメガシ群落（沖縄県島尻郡伊平屋村）
- カシワ
  - 勝源院の逆ガシワ（岩手県紫波郡紫波町）
- イチイガシ
  - 大村のイチイガシ天然林（長崎県大村市）
- ハナガガシ
  - 堅田郷八幡社のハナガガシ林（大分県佐伯市）
- オキナワウラジロガシ
  - 大和浜のオキナワウラジロガシ林（鹿児島県大島郡大和村）
- ミズナラ
  - 小黒川のミズナラ（長野県下伊那郡阿智村）
- アベマキ
  - 口大屋の大アベマキ（兵庫県養父市） - 樹齢400年
- ツブラジイ
  - 称名寺のシイノキ（宮城県亘理郡亘理町）
- スダジイ（イタジイ）
  - シイノキ山のシイノキ群叢（東京都大島町）
  - 堂形のシイノキ（石川県金沢市）
  - 神明社の大シイ（愛知県西尾市）
  - 伯耆の大シイ（鳥取県東伯郡琴浦町）
- クリ
  - カズグリ自生地（岩手県花巻市）
  - 小野のシダレグリ自生地（長野県上伊那郡辰野町）
  - 西内のシダレグリ自生地（長野県上田市）
  - 竹原のシダレグリ自生地（岐阜県下呂市）
- ヤチカンバ
  - 西別湿原ヤチカンバ群落（北海道野付郡別海町）
- ツバキ
  - ツバキ自生北限地帯（青森県東津軽郡平内町・秋田県男鹿市）
- サザンカ
  - 千石山サザンカ自生北限地帯（佐賀県神埼郡吉野ヶ里町）
- チャノキ
  - 嬉野の大チャノキ（佐賀県嬉野市）
- サカキ
  - 松上神社のサカキ樹林（鳥取県鳥取市）
- ホルトノキ
  - 竹野のホルトノキ（宮崎県東諸県郡綾町）
- アオギリ
  - 伊古奈比咩命神社のアオギリ自生地（静岡県下田市）
- サキシマスオウノキ
  - 古見のサキシマスオウノキ群落（沖縄県八重山郡竹富町）
  - ンタナーラのサキシマスオウノキ群落（沖縄県石垣市）
- ハマボウ
  - 万之瀬川河口域のハマボウ群落及び干潟生物群集（鹿児島県南さつま市）
- ムジナモ
  - 宝蔵寺沼ムジナモ自生地（埼玉県羽生市）
- コケモモ
  - 九重山のコケモモ群落（大分県竹田市・玖珠郡九重町）
- サカイツツジ
  - 落石岬のサカイツツジ自生地（北海道根室市）
- シロヤシオ
  - 京丸のアカヤシオおよびシロヤシオ群生地（静岡県浜松市）
- アカヤシオ
  - 京丸のアカヤシオおよびシロヤシオ群生地（静岡県浜松市）
- レンゲツツジ
  - 湯の丸レンゲツツジ群落（群馬県吾妻郡嬬恋村）
  - 躑躅原のレンゲツツジ及びフジザクラ群落（山梨県富士吉田市）
- ヤマツツジ
  - 美森の大ヤマツツジ（山梨県北杜市）
- オンツツジ
  - 船窪のオンツツジ群落（徳島県吉野川市）
- コメツツジ
  - 三嶺・天狗塚のミヤマクマザサ及びコメツツジ群落（徳島県三好市・高知県香美市）
- ツクシシャクナゲ
  - 多良岳ツクシシャクナゲ群叢（長崎県諫早市）
  - 犬ヶ岳ツクシシャクナゲ自生地（福岡県豊前市・大分県中津市）
- ホンシャクナゲ
  - 一之瀬のホンシャクナゲ群落（岐阜県大垣市）
  - 鎌掛谷ホンシャクナゲ群落（滋賀県蒲生郡日野町）
- アズマシャクナゲ
  - 花山のアズマシャクナゲ自生北限地帯（宮城県栗原市）
  - 草津白根のアズマシャクナゲおよびハクサンシャクナゲ群落（群馬県吾妻郡草津町）
- ハクサンシャクナゲ
  - 吾妻山ヤエハクサンシャクナゲ自生地（福島県福島市）
  - 草津白根のアズマシャクナゲおよびハクサンシャクナゲ群落（群馬県吾妻郡草津町）
- キバナシャクナゲ
  - 八ヶ岳キバナシャクナゲ自生地（長野県南佐久郡南牧村）
- ミヤマキリシマ
  - 池の原ミヤマキリシマ群落（長崎県雲仙市）
  - 大船山のミヤマキリシマ群落（大分県竹田市）
- シロドウダン
  - 地獄地帯シロドウダン群落（長崎県雲仙市）
- ツガザクラ
  - 銅山峰のツガザクラ群落（愛媛県新居浜市）
- ツルマンリョウ
  - 丹生川上中社のツルマンリョウ自生地（奈良県吉野郡東吉野村）
  - 出雲神社ツルマンリョウ自生地（山口県山口市）
- ハマナス
  - ハマナス自生南限地帯（茨城県鹿嶋市・鳥取県鳥取市・西伯郡大山町）
- ノカイドウ
  - ノカイドウ自生地（鹿児島県霧島市・宮崎県えびの市）
- ヤマナシ（ニホンナシ）
  - 月潟の類産ナシ（新潟県新潟市）
- アイナシ
  - 西阿倉川アイナシ自生地（三重県四日市市）
- イヌナシ
  - 東阿倉川イヌナシ自生地（三重県四日市市）
  - 多度のイヌナシ自生地（三重県桑名市）
- シナナシ
  - 安下庄のシナナシ（山口県大島郡周防大島町）
- ウメ
  - 朝鮮ウメ（宮城県仙台市）
  - 余田臥龍梅（山口県柳井市）
  - 高岡の月知梅（宮崎県宮崎市）
  - 湯ノ宮の座論梅（宮崎県児湯郡新富町）
  - 藤川天神の臥龍梅（鹿児島県薩摩川内市）
- サクラ
  - 盛岡石割ザクラ（岩手県盛岡市）
  - 龍谷寺のモリオカシダレ（岩手県盛岡市）
  - 鹽竈神社の鹽竈ザクラ（宮城県塩竈市）
  - 角館のシダレザクラ（秋田県仙北市）
  - 伊佐沢の久保ザクラ（山形県長井市）
  - 草岡の大明神ザクラ（山形県長井市）
  - 南谷のカスミザクラ（山形県鶴岡市）
  - 三春滝ザクラ（福島県田村郡三春町）
  - 馬場ザクラ（福島県安達郡大玉村）
  - 桜川のサクラ（茨城県桜川市）
  - 大戸のサクラ（茨城県東茨城郡茨城町）
  - 金剛ザクラ（栃木県日光市）
  - 三波川（サクラ）（群馬県藤岡市）
  - 石戸蒲ザクラ（埼玉県北本市）
  - 極楽寺の野中ザクラ（新潟県東蒲原郡阿賀町）
  - 小山田ヒガンザクラ樹林（新潟県五泉市）
  - 小木の御所ザクラ（新潟県佐渡市）
  - 橡平サクラ樹林（新潟県新発田市）
  - 梅護寺の珠数掛ザクラ（新潟県阿賀野市）
  - 松月寺のサクラ（石川県金沢市）
  - 山高神代ザクラ（山梨県北杜市）
  - 躑躅原のレンゲツツジ及びフジザクラ群落（山梨県富士吉田市）
  - 素桜神社の神代ザクラ（長野県長野市）
  - 霞間ヶ渓（サクラ）（岐阜県揖斐郡池田町）
  - 臥龍のサクラ（岐阜県高山市）
  - 根尾谷淡墨ザクラ（岐阜県本巣市）
  - 中将姫誓願ザクラ（岐阜県岐阜市）
  - 揖斐二度ザクラ（岐阜県揖斐郡大野町）
  - 木曽川堤（サクラ）（愛知県江南市・一宮市）
  - 白子不断ザクラ（三重県鈴鹿市）
  - 常照寺の九重ザクラ（京都府京都市）
  - 樽見の大ザクラ（兵庫県養父市）
  - 知足院ナラノヤエザクラ（奈良県奈良市）
  - 三隅大平ザクラ（島根県浜田市）
  - 大村神社のオオムラザクラ（長崎県大村市）
  - ヒガンザクラ自生南限地（鹿児島県姶良郡湧水町） - 栗野岳
  - 荒川のカンヒザクラ自生地（沖縄県石垣市）
- バクチノキ
  - 早川のビランジュ（神奈川県小田原市）
- ケヤキ
  - 文下のケヤキ（山形県鶴岡市）
  - 高瀬の大木（ケヤキ）（福島県会津若松市）
  - 原町の大ケヤキ（群馬県吾妻郡東吾妻町） - 樹齢1000年
  - 御岳の神代ケヤキ（東京都青梅市）
  - 馬場大門のケヤキ並木（東京都府中市）
  - 練馬白山神社の大ケヤキ（東京都練馬区）
  - 鵜川神社の大ケヤキ（新潟県柏崎市）
  - 専福寺の大ケヤキ（福井県大野市）
  - 根古屋神社の大ケヤキ（山梨県北杜市）
  - 三恵の大ケヤキ（山梨県南アルプス市） - 樹齢1000年
  - 上野原の大ケヤキ（山梨県上野原市）
  - 野間の大ケヤキ（大阪府豊能郡能勢町）
  - 八代の大ケヤキ（兵庫県朝来市） - 樹齢1600年
  - 竹の熊の大ケヤキ（熊本県阿蘇郡南小国町）
  - 下野八幡宮のケヤキ（宮崎県西臼杵郡高千穂町）
- ヤエヤマシタン
  - 石垣島平久保のヤエヤマシタン自生地（沖縄県石垣市）
- フジ
  - 藤島のフジ（岩手県二戸郡一戸町）
  - 滝前不動のフジ（宮城県柴田郡川崎町） - 樹齢400年
  - 山ノ神のフジ（山梨県富士吉田市） - 樹齢200年
  - 熊野の長フジ（静岡県磐田市）
  - 黒木のフジ（福岡県八女市）
  - 宮崎神社のオオシラフジ（宮崎県宮崎市）
- オヒルギ
  - 大池のオヒルギ群落（沖縄県島尻郡南大東村）
- キイレツチトリモチ
  - キイレツチトリモチ自生北限地（長崎県長崎市）
  - キイレツチトリモチ産地（鹿児島県鹿児島市）
- ヤッコソウ
  - 鈴が峯のヤッコソウ発生地（徳島県海部郡海陽町）
  - ヤッコソウ発生地（鹿児島県日置市）
- イヌツゲ
  - 野岳イヌツゲ群落（長崎県雲仙市）
- ツゲ
  - 黄柳野ツゲ自生地（愛知県新城市）
- アカギ
  - 首里金城の大アカギ（沖縄県那覇市）
- ヨコグラノキ
  - ヨコグラノキ北限地帯（宮城県白石市）
- トチノキ
  - 脇谷のトチノキ（富山県南砺市）
  - 太田の大トチノキ（石川県白山市）
  - 畑上の大トチノキ（兵庫県豊岡市） - 樹齢500年
  - 熊野の大トチ（広島県庄原市）
- カエデ
  - 中釜戸のシダレモミジ（福島県いわき市）
- ヤマモミジ
  - 万徳寺のヤマモミジ（福井県小浜市）
  - 楓谷のヤマモミジ樹林（岐阜県美濃市）
- ハナノキ
  - 新野のハナノキ自生地（長野県下伊那郡阿南町）
  - 越原ハナノキ自生地（岐阜県加茂郡東白川村）
  - 釜戸ハナノキ自生地（岐阜県瑞浪市）
  - 坂本のハナノキ自生地（岐阜県中津川市）
  - 白山神社のハナノキおよびヒトツバタゴ（岐阜県土岐市）
  - 富田ハナノキ自生地（岐阜県恵那市）
  - 川宇連ハナノキ自生地（愛知県北設楽郡豊根村）
  - 南花沢のハナノキ（滋賀県東近江市）
  - 北花沢のハナノキ（滋賀県東近江市）
- センダン
  - 野神の大センダン（徳島県阿波市）
  - 琴平町の大センダン（香川県仲多度郡琴平町）
- ミカン
  - 尾崎小ミカン先祖木（大分県津久見市）
- ユズ
  - 川上のユズおよびナンテン自生地（山口県萩市）
- タチバナ
  - 甲原松尾山のタチバナ群落（高知県土佐市）
- コウライタチバナ
  - 笠山コウライタチバナ自生地（山口県萩市）
- ナツミカン
  - 大日比ナツミカン原樹（山口県長門市）
- ヒロハチシャノキ
  - 仁井田のヒロハチシャノキ（高知県高岡郡四万十町）
  - 太宰府神社のヒロハチシャノキ（福岡県太宰府市）

- キンモクセイ
  - 永明寺のキンモクセイ（群馬県邑楽郡邑楽町）
  - 華蔵寺のキンモクセイ（群馬県伊勢崎市）
  - 三島神社のキンモクセイ（静岡県三島市）
  - 往至森寺のキンモクセイ（愛媛県西条市）
  - 麻生原のキンモクセイ（熊本県上益城郡甲佐町）
  - 古江のキンモクセイ（宮崎県延岡市）
- ヒトツバタゴ
  - 白山神社のハナノキおよびヒトツバタゴ（岐阜県土岐市）
  - 鰐浦ヒトツバタゴ自生地（長崎県対馬市）
  - ヒトツバタゴ自生地（愛知県犬山市・岐阜県瑞浪市・恵那市・中津川市）
- シシンラン
  - シシンラン群落（奈良県吉野郡上北山村）
- クチナシ
  - 立田山ヤエクチナシ自生地（熊本県熊本市）

#### 被子植物・単子葉類
- ビロウ
  - 高島のビロウ自生地（宮崎県延岡市）
- ニッパヤシ
  - 船浦のニッパヤシ群落（沖縄県八重山郡竹富町）
- ヤエヤマヤシ
  - 米原のヤエヤマヤシ群落（沖縄県石垣市）
  - ウブンドルのヤエヤマヤシ群落（沖縄県八重山郡竹富町）
- マダケ
  - 敷島のキンメイチク（群馬県渋川市）
  - 篠原のキンメイチク（石川県加賀市）
  - 龍野のカタシボ竹林（兵庫県たつの市）
  - 久喜宮のキンメイチク（福岡県朝倉市）
- ハチク
  - 鳥屋野逆ダケの藪（新潟県新潟市）
- トラフダケ（ヤシャダケ）
  - トラフダケ自生地（岡山県真庭市）
  - 本谷のトラフダケ自生地（岡山県津山市）
- モウソウチク
  - 高良山のモウソウキンメイチク林（福岡県久留米市）
  - 祝子川モウソウキンメイ竹林（宮崎県延岡市）
- ミヤマクマザサ
  - 三嶺・天狗塚のミヤマクマザサ及びコメツツジ群落（徳島県三好市・高知県香美市）
- スズラン
  - 向淵スズラン群落（奈良県宇陀市）
  - 吐山スズラン群落（奈良県奈良市）
- サクライソウ
  - 久々利のサクライソウ自生地（岐阜県可児市）
- カキツバタ
  - 小堤西池のカキツバタ群落（愛知県刈谷市）
  - 大田ノ沢のカキツバタ群落（京都府京都市）
  - 唐川のカキツバタ群落（鳥取県岩美郡岩美町）
- ノハナショウブ - 指定名称ではハナショウブとなっているが、すべて原種のノハナショウブの自生地である。
  - 花輪堤ハナショウブ群落（岩手県花巻市）
  - 斎宮のハナショウブ群落（三重県多気郡明和町）
  - 栗野町ハナショウブ自生南限地帯（鹿児島県姶良郡湧水町木場） - 日本のノハナショウブ自生地の南限といわれている。
- エヒメアヤメ
  - 沼田西のエヒメアヤメ自生南限地帯（広島県三原市）
  - 小串エヒメアヤメ自生南限地帯（山口県下関市）
  - エヒメアヤメ自生南限地帯（愛媛県松山市・山口県防府市・佐賀県佐賀市・宮崎県小林市）
- タヌキノショクダイ
  - 沢谷のタヌキノショクダイ発生地（徳島県那賀郡那賀町）
- ムカデラン
  - 不動院ムカデラン群落（三重県松阪市）

### 植物群落など
- オンネトー湯の滝マンガン酸化物生成地（北海道足寄郡足寄町） - 藻類などの集合体も含め指定されている。
- 円山原始林（北海道札幌市）
- 藻岩原始林（北海道札幌市）
- 後方羊蹄山の高山植物帯（北海道虻田郡倶知安町・京極町・喜茂別町・真狩村・ニセコ町）
- 女満別湿生植物群落（北海道網走郡大空町）
- 焼尻の自然林（北海道苫前郡羽幌町）
- 登別原始林（北海道登別市）
- 霧多布泥炭形成植物群落（北海道厚岸郡浜中町）
- 夕張岳の高山植物群落および蛇紋岩メランジュ帯（北海道夕張市・空知郡南富良野町）
- 礼文島桃岩一帯の高山植物群落（北海道礼文郡礼文町）
- 縫道石山・縫道石の特殊植物群落（青森県下北郡佐井村）
- 平糠のイヌブナ自然林（岩手県二戸郡一戸町）
- 岩手山高山植物帯（岩手県滝沢市）
- 青葉山（宮城県仙台市） - 東北大学植物園内のモミ原生林。
- 椿島暖地性植物群落（宮城県本吉郡南三陸町）
- 八景島暖地性植物群落（宮城県石巻市）
- 芝谷地湿原植物群落（秋田県大館市）
- 長走風穴高山植物群落（秋田県大館市）
- 秋田駒ヶ岳高山植物帯（秋田県仙北市）
- 鳥海山獅子ヶ鼻湿原植物群落及び新山溶岩流末端崖と湧水群（秋田県にかほ市）
- 三瀬気比神社社叢（山形県鶴岡市）
- 駒止湿原（福島県南会津郡南会津町・大沼郡昭和村）
- 赤井谷地沼野植物群落（福島県会津若松市）
- 中山風穴地特殊植物群落（福島県南会津郡下郷町）
- 雄国沼湿原植物群落（福島県耶麻郡 北塩原村）
- 尚仁沢上流部イヌブナ自然林（栃木県塩谷郡塩谷町）
- 武甲山石灰岩地特殊植物群落（埼玉県秩父郡横瀬町）
- 平林寺境内林（埼玉県新座市）
- 笠森寺自然林（千葉県長生郡長南町）
- 成東・東金食虫植物群落（千葉県山武市・東金市）
- 太東海浜植物群落（千葉県いすみ市）
- 旧白金御料地（東京都港区・品川区）
- 三宝寺池沼沢植物群落（東京都練馬区）
- 大島海浜植物群落（東京都大島町）
- 山神の樹叢（神奈川県足柄下郡湯河原町）
- 箱根仙石原湿原植物群落（神奈川県足柄下郡箱根町）
- 宮川神社社叢（新潟県柏崎市）
- 能生白山神社社叢（新潟県糸魚川市）
- 筥堅八幡宮社叢（新潟県村上市）
- 宮崎鹿島樹叢（富山県下新川郡朝日町）
- 気多神社社叢（石川県羽咋市）
- 鹿島の森（石川県加賀市）
- 須須神社社叢（石川県珠洲市）
- 蒼島暖地性植物群落（福井県小浜市）
- 富士山原始林及び青木ヶ原樹海（山梨県南都留郡富士河口湖町・鳴沢村）
- 霧ヶ峰湿原植物群落（長野県諏訪市・諏訪郡下諏訪町）
- 一位森八幡神社社叢（岐阜県高山市）
- 八幡野八幡宮・来宮神社社叢（静岡県伊東市）
- 羽豆神社の社叢（愛知県知多郡南知多町）
- 宮山原始林（愛知県田原市）
- 石巻山石灰岩地植物群落（愛知県豊橋市）
- 八百富神社社叢（愛知県蒲郡市）
- 鳳来寺山（愛知県新城市）
- 葦毛湿原（愛知県豊橋市）
- 鬼ヶ城暖地性シダ群落（三重県度会郡南伊勢町）
- 細谷暖地性シダ群落（三重県度会郡南伊勢町）
- 金生水沼沢植物群落（三重県鈴鹿市）
- 九木神社樹叢（三重県尾鷲市）
- 須賀利大池及び小池（三重県尾鷲市）
- 御池沼沢植物群落（三重県四日市市）
- 大島暖地性植物群落（三重県北牟婁郡紀北町）
- 田光のシデコブシ及び湿地植物群落（三重県三重郡菰野町）
- 伊吹山頂草原植物群落（滋賀県米原市）
- 深泥池生物群集（京都府京都市）
- 生島樹林（兵庫県赤穂市）
- 室生山暖地性シダ群落（奈良県宇陀市）
- 仏経嶽原始林（奈良県吉野郡上北山村・天川村）
- 妹山樹叢（奈良県吉野郡吉野町）
- 与喜山暖帯林（奈良県桜井市）
- 稲積島暖地性植物群落（和歌山県西牟婁郡すさみ町）
- 江須崎暖地性植物群落（和歌山県西牟婁郡すさみ町）
- 新宮藺沢浮島植物群落（和歌山県新宮市）
- 神島（和歌山県田辺市）
- 那智原始林（和歌山県東牟婁郡那智勝浦町）
- 倉田八幡宮社叢（鳥取県鳥取市）
- 大野見宿禰命神社社叢（鳥取県鳥取市）
- 白兎神社樹叢（鳥取県鳥取市）
- 鳥取砂丘（鳥取県鳥取市）
- 波波伎神社社叢（鳥取県倉吉市）
- 高尾暖地性濶葉樹林（島根県隠岐郡隠岐の島町）
- 三瓶山自然林（島根県大田市）
- 鯉ヶ窪湿生植物群落（岡山県新見市）
- 忠海八幡神社社叢（広島県竹原市）
- 瀰山原始林（広島県廿日市市）
- 峨嵋山樹林（山口県光市）
- 干珠樹林（山口県下関市）
- 満珠樹林（山口県下関市）
- 指月山（山口県萩市）
- 津島暖地性植物群落（徳島県海部郡牟岐町）
- 弁天島熱帯性植物群落（徳島県阿南市）
- 皇子神社社叢（香川県小豆郡小豆島町）
- 象頭山（香川県仲多度郡琴平町）
- 菅生神社社叢（香川県三豊市）
- 天川神社社叢（香川県仲多度郡まんのう町）
- 伊尾木洞のシダ群落（高知県安芸市）
- 室戸岬亜熱帯性樹林及び海岸植物群落（高知県室戸市）
- 隠家森（福岡県朝倉市）
- 沖の島原始林（福岡県宗像市）
- 岩戸山樹叢（長崎県南島原市）
- 原生沼沼野植物群落（長崎県雲仙市）
- 普賢岳紅葉樹林（長崎県雲仙市）
- 御橋観音シダ植物群落（長崎県佐世保市）
- 黒子島原始林（長崎県平戸市）
- 平戸礫岩の岩石地植物群落（長崎県平戸市）
- 洲藻白岳原始林（長崎県対馬市）
- 龍良山原始林（長崎県対馬市）
- 辰の島海浜植物群落（長崎県壱岐市）
- 奈留島権現山樹叢（長崎県五島市）
- 諫早市城山暖地性樹叢（長崎県諫早市）
- 阿蘇北向谷原始林（熊本県菊池郡大津町）
- 宇佐神宮社叢（大分県宇佐市）
- 虚空蔵島の亜熱帯林（宮崎県日南市）
- 甑岳針葉樹林（宮崎県えびの市）
- 石波の海岸樹林（宮崎県串間市）
- 川南湿原植物群落（宮崎県児湯郡川南町）
- 城山（鹿児島県鹿児島市）
- 藺牟田池の泥炭形成植物群落（鹿児島県薩摩川内市）
- 甑島長目の浜及び潟湖群の植物群落（鹿児島県薩摩川内市）
- 薩摩黒島の森林植物群落（鹿児島県鹿児島郡三島村）
- 宝島女神山の森林植物群落（鹿児島県鹿児島郡十島村）
- 種子島国上湊川・阿嶽川のマングローブ林（鹿児島県西之表市・熊毛郡中種子町）
- 喜界島の隆起サンゴ礁上植物群落（鹿児島県大島郡喜界町）
- 徳之島明眼の森（鹿児島県大島郡伊仙町）
- 安波のタナガーグムイの植物群落（沖縄県国頭郡国頭村）
- 宮良川のヒルギ林（沖縄県石垣市）
- 久高島の海岸植物群落（沖縄県南城市）
- 慶佐次湾のヒルギ林（沖縄県国頭郡東村）
- 諸志御嶽の植物群落（沖縄県国頭郡今帰仁村）
- 長幕崖壁および崖錐の特殊植物群落（沖縄県島尻郡北大東村）
- 田港御願の植物群落（沖縄県国頭郡大宜味村）
- 南大東島東海岸植物群落（沖縄県島尻郡南大東村）

## 過去に指定されていた天然記念物
- 根岸御行松（東京都下谷区中根岸町） - クロマツ。大正15年指定、のち枯死、昭和3年指定解除。
- 二十世紀梨原木（千葉県松戸市） - 昭和10年指定。昭和22年枯死。
- 悲恋駒止桜（徳島県一宇村） - 昭和19年指定。昭和20年台風被害で倒壊、昭和23年指定解除。
- 馬宮村桜草自生地（埼玉県さいたま市） - 昭和9年5月指定。戦後の食糧難に伴う開墾により消滅。昭和27年10月指定解除[1]。
- 開成山の桜（福島県郡山市） - 彼岸桜、山桜、染井吉野など。昭和9年5月1日指定。スポーツ施設建設のため昭和35年9月17日指定解除。
- 緩木神社の松（大分県竹田市） - クロマツ。昭和12年指定、のち枯死。昭和51年3月12日指定解除。
- 銀杏岡のイチョウ（岩手県花巻市） - 昭和6年指定。台風による大きな被害を受けたため昭和48年4月6日指定解除。（後に花巻市指定天然記念物となる）
- 関の五本マツ（島根県松江市） - クロマツ。昭和18年指定。度重なる倒木で残り1本となったため昭和46年10月8日指定解除。
- 佐賀の夫婦松（山口県熊毛郡平生町） - アカマツとクロマツの連理。昭和5年11月指定。昭和49年マツ材線虫病により枯死。昭和51年指定解除。
- 千手のマツ（兵庫県南あわじ市） - 大正15年指定。昭和52年枯死、指定解除。
- 塩山の大ブドウ（山梨県甲州市） - 　昭和28年11月14日指定。枯死により昭和52年7月28日指定解除。
- 北般若の毘沙門スギ（富山県高岡市） - 大正13年指定。昭和54年9月台風により倒壊し、同月内に指定解除。
- 上人マツ（山口県柳井市） - クロマツ。昭和35年指定。枯死、昭和52年3月15日指定解除。
- 宇谷の連理根上りマツおよび根上りマツ（鳥取県東伯郡湯梨浜町） - クロマツ。昭和18年指定。枯死、昭和55年4月3日指定解除。
- 小原のサイカチ（宮城県白石市） - 昭和17年7月21日指定。枯死により昭和56年5月11日指定解除。
- 神明宮の大スギ（長野県大町市） - 昭和19年6月26日指定。枯死により昭和56年7月8日指定解除。
- 与力マツ（愛媛県松山市） - クロマツ。昭和22年2月23日指定。マツ材線虫病により昭和56年7月8日指定解除。
- 普明寺のキンモクセイ（佐賀県鹿島市） - 昭和2年4月8日指定。昭和60年8月台風により倒壊し、昭和61年12月1日指定解除。
- 下野の女夫マツ（岐阜県中津川市） - アカマツの連理木。昭和6年7月31日指定。枯死により昭和63年指定解除。
- 天蓋松（広島県福山市） - 樹齢630年。平成4年頃マツ材線虫病により枯死した。
- 松之山の大ケヤキ（新潟県十日町市） - 樹齢1900-2000年。枯死のため平成8年に伐採。
- 利賀のトチノキ（富山県南砺市） - 平成10年に枯死により伐採。
- 高津連理の松（島根県益田市） - マツ材線虫病により枯死。平成10年1月指定解除。
- 手野のスギ（熊本県阿蘇市） - 平成3年9月、台風により折損。平成12年5月19日指定解除。
- 鳴門の根上りマツ（徳島県鳴門市） - 平成11年、最後の一本が枯死。平成12年5月19日指定解除。
- 小浜神社の九本ダモ（福井県小浜市） - 平成15年枯死。平成16年5月21日指定解除。
- 甲西の大カシワ（山梨県南アルプス市） - 昭和58年12月15日指定。台風により倒壊し平成18年指定解除。
- 万休院の舞鶴マツ（山梨県北杜市） - 平成19年9月にマツ材線虫病により枯死。平成20年7月28日指定解除。
- タチバナ（高知県室戸市） - 枯死、消滅により平成20年7月28日指定解除。
- 共和のカシの森（山口県美祢市） - 平成20年2月主幹折損。平成21年7月23日指定解除。
- 淡路国道マツ並木（兵庫県南あわじ市） - 1980年代に滅失。平成22年8月5日指定解除。

## 第二類として指定されていたもの
戦前の史蹟名勝天然紀念物保存法においては、「第一類（国家的なもの）」と「第二類（地方的なもの）」とに分けて指定することとなっていた。しかし第二類として指定されていた天然記念物のほとんどが、1956年（昭和31年）1月23日に一斉に指定を解除された。

### 1956年に指定を解除されたもの
下記の天然記念物は、1956年1月23日に一斉に指定を解除された。★マークは現在都道府県から指定を受けているもの、△マークは現在市町村から指定を受けているもの。
- 山岸のカキツバタ群落（岩手県盛岡市）昭和11年指定。★
- 大善寺の藤（福島県郡山市）昭和9年指定。★
- 向ヶ岡公園の桜（福島県東白川郡塙町）昭和11年指定。★
- 大木原の桜（福島県安達郡大玉村）昭和11年指定。
- 南郷の太郎杉（福島県東白川郡矢祭町）昭和13年指定。
- 富田のケヤキ（福島県郡山市）昭和16年指定。
- 高崎公園のハクモクレン（群馬県高崎市）昭和11年指定。★
- 万蔵寺の御葉附イチョウ（埼玉県春日部市）昭和23年指定。★
- 鬼子母神のイチョウ（東京都豊島区）昭和5年指定。★
- 芝東照宮のイチョウ（東京都港区）昭和5年指定。★
- 安藤稲荷跡のイチョウ（東京市小石川区大塚町）昭和9年指定。
- 旧海軍大学正門前のシイ（東京市芝区白金台町）昭和10年指定。
- 東京美術学校門内のシイ（東京市下谷区上野公園）昭和10年指定。
- 上野恩賜公園二本杉原のシイ（東京市下谷区上野公園）昭和10年指定。
- 旧蓬莱園のイチョウ（東京都台東区）昭和14年指定。★
- 浅草公園のイチョウ（東京都台東区）昭和23年指定。
- 中村の大杉（新潟県柏崎市）昭和4年指定。★
- 貝屋の御葉附イチョウ（新潟県新発田市）昭和5年指定。★
- 坊金の大杉（新潟県上越市）昭和11年指定。★
- 村雨の松（新潟県佐渡市）昭和18年指定。★
- 神明のケヤキ（石川県金沢市）昭和18年指定。
- 岩村田の相生松（長野県佐久市）昭和10年指定。
- 湯福神社のケヤキ（長野県長野市）昭和23年指定。△
- 八柱神社の大樟（愛知県豊田市）昭和13年指定。★
- 新熊野神社の樟（京都府京都市東山区）昭和7年指定。△
- 才ノ神ノ藤（京都府福知山市）昭和9年指定。★
- 芦屋の松（兵庫県芦屋市）昭和9年指定。
- 八郷の藤（鳥取県西伯郡伯耆町＜旧：日野郡八郷村＞）昭和9年指定。
- 松江藩道津田松並木（島根県松江市）昭和12年指定。
- 竹崎の石割ケヤキ（島根県仁多郡奥出雲町）昭和18年指定。
- 大本神社跡の樟（島根県鹿足郡津和野町）昭和18年指定。★
- サンバカタの松（島根県松江市）昭和18年指定。
- 花岡のシンパク（山口県下松市）昭和13年指定。△
- 正福寺のカイヅカ（山口県山口市）昭和15年指定。★
- 佐川の大樟（高知県高岡郡佐川町）昭和18年指定。★
- 小城の樟（佐賀県小城市）昭和3年指定。
- 妙見の樟（熊本県菊池市）昭和15年指定。△
- 川辺の大樟（鹿児島県南九州市）昭和16年指定。★

### 1956年以前に指定を解除されたもの
- 浅草公園の公孫樹（東京市浅草区浅草公園）昭和15年指定。昭和25年指定解除。
- 戸塚ノ一本松（神奈川県横浜市戸塚区）昭和12年指定。昭和23年指定解除。
- 祇園の枝垂桜（京都府京都市東山区）昭和12年指定。昭和25年指定解除。
- 国泰寺ノ樟（広島県広島市西区）昭和3年指定。昭和23年指定解除。

### 1956年以降に指定を解除されたもの
- 山口のセンダン（山口県山口市）昭和16年指定。昭和40年指定解除。